# Bischhagen
Bischhagen – część (niem. Ortsteil) niemieckiego miasta Heilbad Heiligenstadt, w kraju związkowym Turyngia, w powiecie Eichsfeld. W latach 1991–2023 część gminy Hohes Kreuz. Liczy 160 mieszkańców.

## Historia
Pierwsza wzmianka o miejscowości Bischhagen pochodzi z około roku 1445. W 1600 roku weszła w skład Elektoratu Moguncji, a w 1803 włączono ją do prowincji Saksonia Królestwa Prus. W latach 1952–1989 miejscowość znajdowała się na terenie chronionego obszaru przygranicznego Niemieckiej Republiki Demokratycznej. W latach 1991–2023 była częścią gminy Hohes Kreuz, którą 1 stycznia 2024 włączono w granice miasta Heilbad Heiligenstadt.

## Zabytki
- kościół św. Macieja, z ołtarzem głównym z roku 1731[1]